# Anna Sletsjøe
Anna Margrete Sletsjøe (27 de diciembre de 1997) es una deportista noruega que compite en piragüismo en las modalidades de aguas tranquilas y maratón.
Ganó una medalla de bronce en el Campeonato Europeo de Piragüismo de 2024 y dos medallas en el Campeonato Europeo de Piragüismo en Maratón de 2025.
Participó en los Juegos Olímpicos de París 2024, ocupando el séptimo lugar en la prueba de K4 500 m.

## Palmarés internacional
| Campeonato Europeo | Campeonato Europeo | Campeonato Europeo | Campeonato Europeo |
| Año                | Lugar              | Medalla            | Competición        |
| ------------------ | ------------------ | ------------------ | ------------------ |
| 2024               | Szeged (Hungría)   | Medalla de bronce  | K4 500 m           |

| Campeonato Europeo | Campeonato Europeo       | Campeonato Europeo | Campeonato Europeo |
| Año                | Lugar                    | Medalla            | Competición        |
| ------------------ | ------------------------ | ------------------ | ------------------ |
| 2025               | Ponte de Lima (Portugal) | Medalla de oro     | K1                 |
| 2025               | Ponte de Lima (Portugal) | Medalla de plata   | K1 (DC)            |